# Юренево (Московская область)
Юренево — деревня в городском округе Шаховская Московской области России.

## Население
| 1852 | 1859 | 1926 | 2002 | 2006 | 2010 |
| ---- | ---- | ---- | ---- | ---- | ---- |
| 108  | →108 | ↗214 | ↘8   | ↘4   | →4   |

## География
Расположена у границы с Лотошинским районом, примерно в 13 км к северо-востоку от районного центра — посёлка городского типа Шаховская, на правом берегу реки Лоби, впадающей в Шошу (бассейн Иваньковского водохранилища). В деревне одна улица — Полевая. Соседние населённые пункты — деревни Дрызлово и Починки, а также Добрино Лотошинского района.

## Исторические сведения
В 1769 году Юренево — сельцо Издетелемского стана Волоколамского уезда Московской губернии, которым владели коллежские асессоры Гаврила Григорьевич Зорин и Козьма Максимович Зверев, а также титулярный советник Сергей Павлович Зорин. К нему относилось 122 десятины 645 саженей пашни, 44 десятины 1779 саженей леса и сенного покоса, 1 десятина 368 саженей болот. В сельце находилось 10 дворов и 48 душ.
В середине XIX века сельцо относилось ко 2-му стану Волоколамского уезда и принадлежала поручику Смирнову. В сельце было 19 дворов, крестьян 56 душ мужского пола и 52 души женского.
В «Списке населённых мест» 1862 года Юринево — владельческое село 1-го стана Волоколамского уезда Московской губернии по правую сторону Московского тракта, шедшего от границы Зубцовского уезда на город Волоколамск, в 25 верстах от уездного города, при речке Каменке, с 13 дворами и 108 жителями (56 мужчин, 52 женщины).
По данным на 1890 год деревня Юренево входила в состав Кульпинской волости, число душ мужского пола составляло 61 человек.
В 1913 году — 31 двор.
Постановлением президиума Моссовета от 24 марта 1924 года Кульпинская волость была ликвидирована, а её территория включена в состав Раменской волости.
По материалам Всесоюзной переписи населения 1926 года — деревня Дрызловского сельсовета, проживало 214 человек (99 мужчин, 115 женщин), насчитывалось 42 крестьянских хозяйства.
С 1929 года — населённый пункт в составе Шаховского района Московской области.
1994—2006 гг. — деревня Раменского сельского округа.
2006—2015 гг. — деревня сельского поселения Раменское.
2015 — н. в. — деревня городского округа Шаховская.